# 鳥嶼
鳥嶼是澎湖群島的一個島嶼，位於白沙島東方海面、員貝村的東北方，行政區屬於澎湖縣白沙鄉。

## 簡介
鳥嶼面積約為26.5公頃，海岸線約為2.5公里。鳥嶼地勢北低中高，係由玄武岩組成，地勢高聳壯觀，因為面朝東北方，長期受東北季風及強勁海浪拍打影響下，風蝕與海蝕作用激烈，造成沿岸地形發達、景觀豐富。東岸玄武岩柱狀節理發達，一直延伸到北岸，形成高聳雄偉的海崖亦即鳥嶼後山斷崖峭壁，上方有燈塔引導北方海域航行船隻，是澎湖北海地區最高海拔。在東北岸迎風面，有高聳筆直的柱狀玄武岩海崖，其下有一崩落的石洞，俗稱『鳥仔籠』，旁邊的海蝕平台，呈現發達的放射狀柱狀節理，是一個標準的火山頸地形，顯示火山熔岩凝固產生的現象。東北凹地有俗稱的拇指山，是一個半面山的地形，下層則為火山角礫岩，其西側為玄武岩沈積岩互層，顯示多次火山熔岩奔流的現象，被暱稱為三層肉。而北岸的玄武岩受到長期風浪侵蝕，紅色碎礫與洋蔥球狀風化景觀非常發達。南方則為聚落所在，是一個砂積地形，退潮時可與活龍灘相連，在鳥嶼國中北側20公尺高的山坡上方，則出現有原本應在海中生成的殼灰岩，其原因令人費解，但大自然的滄海桑田變化，令人讚嘆。
鳥嶼的地名由來眾說紛紜，另根據清康熙年間高拱乾【臺灣府志】解釋，鳥嶼是因為多鳥而命名，較早之志書記載鳥嶼有北鳥嶼和南鳥嶼之分。現在一般也說是鳥嶼因鳥多而得名，時至今日因過度開發與人類聚集，島上已少有海鳥棲息，在特定季節僅有數種海鳥前來棲息覓食，民間因而流傳：『鳥嶼沒鳥；貓嶼沒貓。』因此，島上居民認為是從另個角度看島呈鳥形而命名；也有說因為該島東北方的玄武岩懸崖下的凹洞，極似鳥巢而名之；鳥嶼的名稱由來有多種說法。 
另有一趣味玄談：據傳，在鳥嶼北方的黑貓嶼（即小白沙，今白沙嶼），是黑貓精的化身，想吃鳥嶼上的鳥，卻苦於海水阻隔，跳不過去無法吃到鳥，有一天海面浮出南面掛嶼，黑貓精得以順利越過海溝吃到了鳥，部分海鳥逃亡至附近的雞善嶼及錠鉤嶼，使得二島成為鳥類天堂。於大潮汐時，潮間帶範圍從南面掛嶼和鳥嶼之間的海域，一直延伸到活龍灘，在西北方更直逼屈爪嶼，整個面積增加了約5倍。自山頂上向西、向北俯瞰，「海枯」的現象一覽無遺，期間遍佈潮間帶的石滬，充滿海洋文化與祖先智慧。但因北岸的洋蔥球狀風化，又被稱為「石爛」，讓整個畫面呈現「海枯石爛」之景致。
鳥嶼距白沙島赤崁村或岐頭村約二十分鐘船程。是澎湖北方離島中居民較多的一個，聚落聚集於漁港四周，山坡上為旱田種植一些經濟作物。居民以海為生，早期以捕撈丁香魚及近海潮間帶捕魚為主，常見典型的澎湖漁村生活，居民在自家門前處理漁獲，並趁著烈日當頭在空地上曝曬。碼頭上長立有鎮風避邪的泰山石敢當以為護佑，是特殊人文景觀。近年來沿海魚源枯竭，轉向新興的潛水捕魚，並逐漸有業者轉型為休閒漁業、旅遊業等，以認識潮間帶的常見生物、體驗傳統捕魚技法「抱墩」等活動，結合漁村景觀特色，提供遊客多樣化的選擇，讓更多旅人的足跡走進這座島嶼，成為澎湖東海旅遊的重鎮。

## 景點

### 澎澎灘

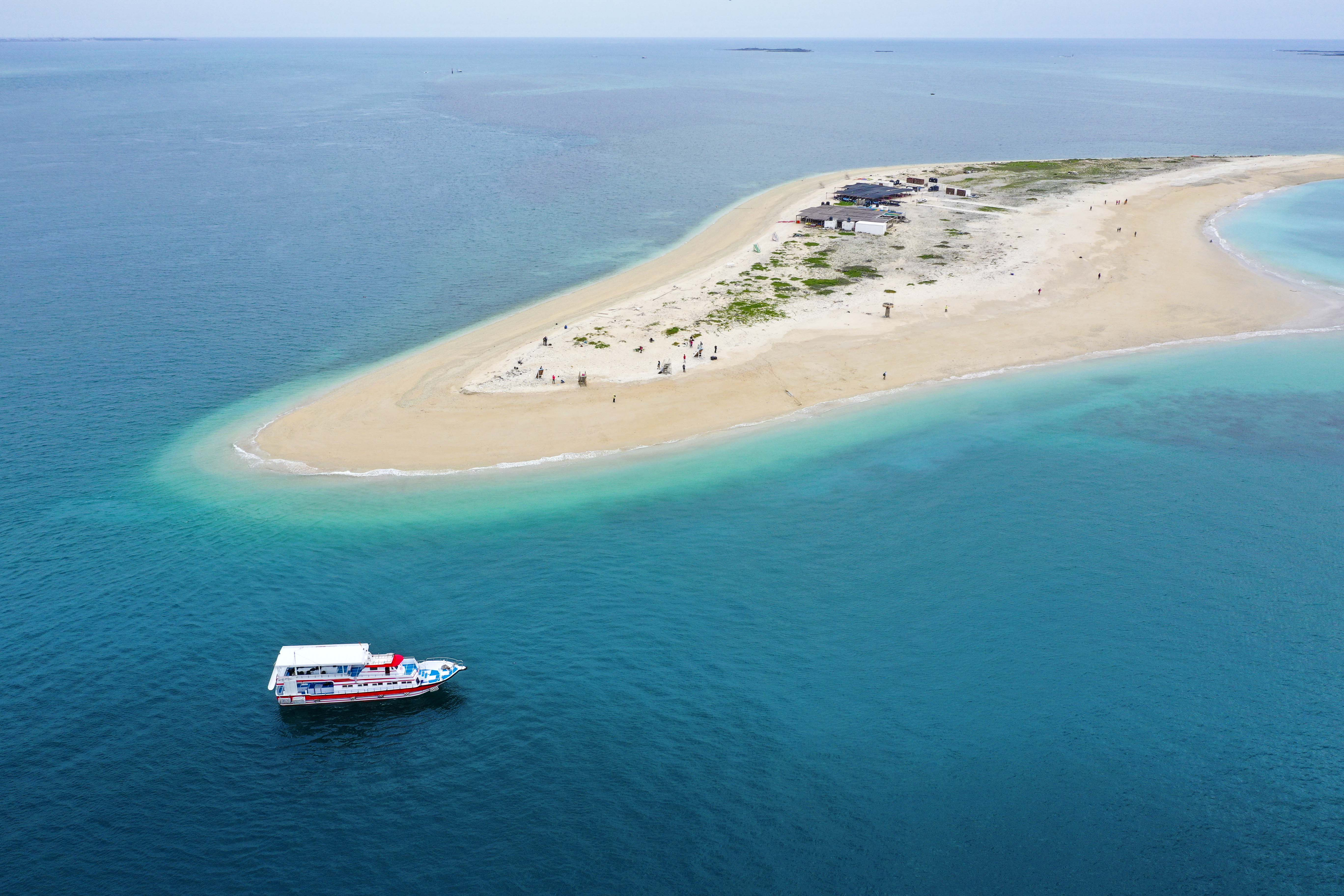
澎澎灘

又稱為活龍灘，位於鳥嶼的西南方，員貝嶼北側海域所新生的沙洲，長約一千公尺，現今成為遊客水上活動的遊憩據點。

## 人口
鳥嶼生活簡樸，島上設有鳥嶼社區活動中心供居民休閒活動使用，另外還有全台第二大的土地公廟鳥嶼福德宮，根據澎湖縣白沙鄉戶政事務所2022年最新的統計資料顯示，有431戶1,336人。

## 地形
全島是由玄武岩組成。北岸因為長期受東北季風以及海水的侵蝕作用，形成特殊的玄武岩面貌，目前已列為玄武岩自然保留區。島東部玄武岩呈現柱狀林立，與北岸呈現不同的風貌。

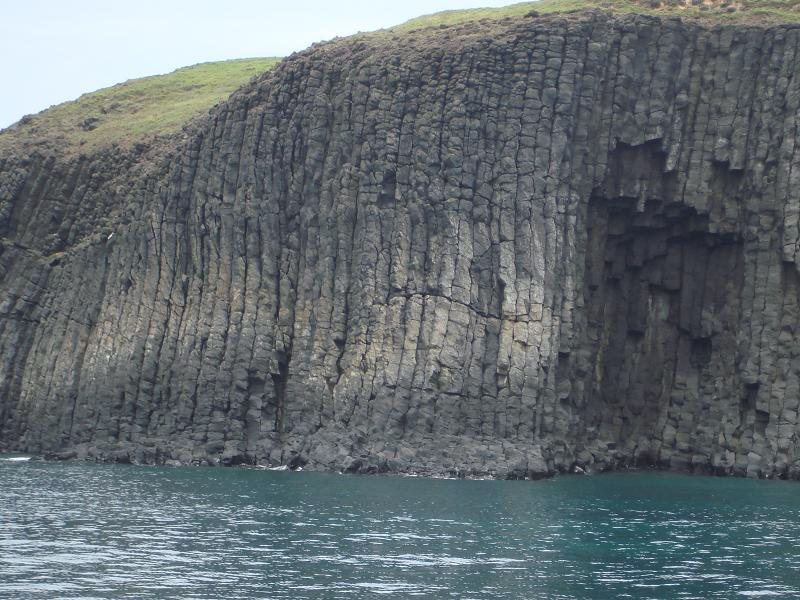
鳥嶼玄武岩

## 名稱由來
早期因為有海鳥群集於島的東北方斷崖而得名。近年由於開墾、島上居民增加等因素，致使海鳥遷移，現今島上很少會看到海鳥的蹤跡。

## 交通
- 島內交通：島上居民多半以機車或步行為主。
- 島外交通：可從位於白沙鄉岐頭村的岐頭遊客中心搭乘11：30或是17：30的鳥嶼號由歧頭開往鳥嶼，6：50或是13：30搭乘鳥嶼號由鳥嶼開回歧頭。

若有報名島上的旅遊行程，則可由船公司的船隻接送。

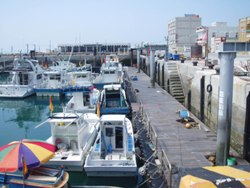
鳥嶼碼頭